# Grundulus quitoensis
Grundulus quitoensis es una especie de peces de la familia Characidae en el orden de los Characiformes.

## Hábitat
Vive en zonas de clima frío tropical.

## Distribución geográfica
Se encuentran en Sudamérica: Ecuador.